# Miasto Pregrada
Miasto Pregrada (chorw. Grad Pregrada) – jednostka administracyjna w Chorwacji, w żupanii krapińsko-zagorskiej. W 2011 roku liczyła 6594 mieszkańców.